# التبصرة في القراءات السبع
كتاب التبصرة في القراءات السبع يعتبر أحد أقدم الكتب المؤلفة في علم القراءات، وألفه مكي بن أبي طالب أحد أئمة القراءات القرآنية ، وقد ذكر سبب التأليف فقال: «وقد رغب إلي راغبون في جمع كتاب في أصول القراءات، وذكر ما اختلف فيه المشهورون من القراء، فبادرت إلى ذلك لما رجوت من ثواب الله العظيم في انتفاع دارسيه» وقد وذكر أربع عشرة رواية، عن سبعة من القراء المشهورين، اعتمد على أسانيده عن شيخه ابن غلبون، وربما يذكر ما قرأ به على غيره، وجمع فيه أصول ما تفرق في بقية الكتب، وقرَّب البعيد، وابتعد عن التطويل، مع تمام المعنى مع الاختصار، ليكون تبصرة للطالب، وتذكرة للمعلم، ولم يذكر من حجج القراءات وعللها إلا ما تدعو إليه الحاجة.

## موضوعات الكتاب
ذكر المؤلف سبب التأليف، ومنهجه في التأليف، ثم عرَّف بالقراء السبعة، وللرواة الأربع عشرة، ثم ذكر رموزه ومصطلحاته في الكتاب، ثم ذكر أسانيده في الكتاب إلى القراء السبعة، ثم ذكر أسانيد القراء هؤلاء إلى النبي صلى الله عليه وسلم، ثم ذكر الاستعاذة والاختلاف في البسملة، ثم ذكر اختلافهم في فاتحة الكتاب، ثم ذكر اختلافهم في سورة البقرة، ثم ذكر اختلافهم في هاء الكناية عن المذكر، ثم ذكر اختلافهم في المد والقصر، ثم باب ما اختلف فيه من المد، ثم باب المتفق عليه من المد، ثم باب ترتيب المدر في فواتح السور، ثم اختلافهم في اجتماع الهمزتين، ثم ذكر اجتماع الهمزتين وفصل ذلك في أبواب متتابعة، ثم ذكر أصول القراء في الهمزة، ثم ذكر أصولهم في الوقف، ثم ذكر اختلافهم في الإظهار والإدغام، ثم ذكر اختلافهم في الفتح والإمالة وبين اللفظين، ثم ذكر باب حكم الراءات وفصَّل في ذلك، ثم ذكر خلافهم فيما قل تكرره من الحروف، ثم ذكر باقي الاختلاف بين القراء في باقي السور من آل عمران إلى الناس، وختم ذلك بذكر باب التكبير.

## منهجه في الكتاب
ذكر أربع عشرة رواية، عن سبعة من القراء المشهورين، اعتمد في أكثر ذلك على أسانيده عن شيخه أبي الطيب عبد المنعم بن غلبون، وربما يذكر ما قرأ به على غيره، وينبه على قول من يخالفه في بعض رواياته واختياراته، وجمع في ذلك أصول ما تفرق في بقية الكتب، وقرَّب ما كان بعيدا عن الأفهام، وحرص على حذف التطويل، مع تمام المعنى مع الاختصار، ليكون تبصرة للطالب، وتذكرة للمعلم، ولم يذكر من حجج القراءات وعللها إلا ما تدعو إليه الحاجة؛ لأنه وعد أنه سوف يؤلف كتابا مستقلا في علل القراءات، وهو كتاب الكشف عن وجوه القراءات، ولم يذكر في التبصرة الروايات الشاذة، ولم يذكر الكلمات المكررة ليسهل حفظه على من أراد ذلك، وربما قدَّم بعض الكلمات والقراءات وأخَّر عند حاجة الحاجة إلى ذلك من أجل جمع النظائر، وسهولة الحفظ، وأقرب للتعلم، ونبه قدر ما يستطيع على ما نقله من موضع إلى موضع آخر.

## أهميته
من أقدم الكتب وأهمها، فهو سابق لكتاب التيسير، ولم يؤلف قبله إلا القليل من علماء القراءات، من أمثال أبي عبيد القاسم بن سلام، وأبي جعفر بن جرير الطبري، وعبد المنعم بن غلبون، وهو أول كتاب اختار فيه المؤلفات القرآنية التي يعلمها الناس من بين القراءات التي تعلمها، ولم يجمع فيه القراءات، ولم يكثر من ذكر القراءات، وجمع بين القراءات، ولم يذكر فيه حجج القراءات وعللها إلا الشيء اليسير، ليكون سهلا على الناس أن يقرؤوا بمضمون هذا الكتاب، وذكر ابن الجزري الذي توفي سنة (833هـ) أن أسانيد الكتاب قد اتصلت إلى زمنه، واستفاد منه في كتابه النشر في القراءات العشر، وقد اختصره بعض علماء القراءات، ومنهم أحمد بن محمد القرطبي.

## طبعات الكتاب
1. التبصرة في القراءات السبع، مكي بن أبي طالب، تحقيق الدكتور المقرئ محمد غوث الندوي، الدار السلفية – الهند، الطبعة الثانية، 1982م.
2. التبصرة في القراءات السبع، لأبي محمد مكي بن أبي طالب القيسي، دراسة وتحقيق: الأستاذ الدكتور أحمد خالدي شكري، والدكتور محمد الدسوقي أمين كحيلة، دار السلام للطباعة والنشر والتوزيع والترجمة، 2019م.